# Ernest Mason Satow
 (juillet 2015).
Si vous disposez d'ouvrages ou d'articles de référence ou si vous connaissez des sites web de qualité traitant du thème abordé ici, merci de compléter l'article en donnant les références utiles à sa vérifiabilité et en les liant à la section « Notes et références ».
Ernest Mason Satow (Clapton, Londres, 30 juin 1843 - Ottery St Mary dans le Devon, 26 août 1929) est un diplomate britannique ayant travaillé surtout au Japon (où il a travaillé sur la langue japonaise avec William George Aston) mais aussi en Chine, au Siam (actuelle Thaïlande), en Uruguay et au Maroc. Il fut l'ami fidèle d'Itō Hirobumi. 
Son fils Hisayoshi Takeda fut un des premiers grands botanistes japonais.
En 1906, en tant qu'Envoyé extraordinaire et Ministre plénipotentiaire de la Grande-Bretagne auprès de l'empereur de Chine de la dynastie Qing, il est un des signataires d'un traité entre l'Empire britannique et la Chine impériale, appelé la Convention entre la Grande-Bretagne et la Chine relative au Tibet. Cette convention révise le Traité de Lhassa, signé dans la région, alors chinoise du Tibet, à la suite de l'invasion de l'armée de la colonie britannique du Raj britannique, dirigée par Francis Younghusband.